# Њу Вејверли (Тексас)
Њу Вејверли (енгл. New Waverly) град је у америчкој савезној држави Тексас. По попису становништва из 2010. у њему је живело 1.032 становника.

## Демографија
Према попису становништва из 2010. у граду је живело 1.032 становника, што је 82 (8,6%) становника више него 2000. године.
| Група             | 2000.       | 2010.       |
| Белци             | 578 (60,8%) | 605 (58,6%) |
| Афроамериканци    | 299 (31,5%) | 292 (28,3%) |
| Азијати           | 1 (0,1%)    | 5 (0,5%)    |
| Хиспаноамериканци | 54 (5,7%)   | 111 (10,8%) |
| Укупно            | 950         | 1.032       |